# Spårfossil

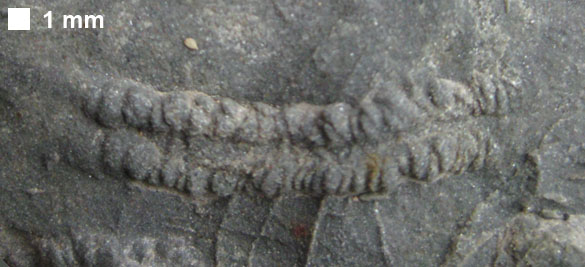
Grävspåret Cruziana har skapats av djur i klassen trilobiter.

Spårfossil är en grupp fossil som består av spår efter organismers rörelse och aktivitet. Exempel på spår som kan bilda spårfossil är fotavtryck skapade av dinosaurier, grävgångar som gjorda av gastropoder och maskar, borrhål från musslor. Även en vattenlevande växt som åker med vattenströmmar kan skapa släpspår som senare blir till spårfossil. Det är bara sällan man hittar fossil av upphovsorganismen i en klar kontakt till spåren. Bara för ett fåtal spårfossil kan man veta vilket släkte som skapat det ursprungliga spåret, ofta är man inte mer säker än vilken klass organismen som gett upphov till spårfossilen tillhör. Till exempel har ett grävspår man kallar Cruziana skapats av djur i klassen trilobiter.
Skolithos är bildningar som bland annat förekommer i svensk underkambrisk sandsten. Man tror att det kan vara grävspår efter annelider, phoronider eller brachiopoder men det finns även teorier om att dessa formationer skulle vara oorganiskt (det vill säga inte skapade av organismer) bildade och därmed skulle dessa inte räknas som spårfossil. 
Ett grävspår kallat Thalassinoides kan man spåra till kräftdjur inom släktet Callianassa. Anledningen till att man vet att det är dessa, är att man hittat fossil av dessa kräftor i de fossila gångarna.